# Sassenay
Sassenay est une commune française située dans le département de Saône-et-Loire, en région Bourgogne-Franche-Comté.

## Géographie

### Villages, hameaux, lieux-dits, écarts
(liste non exhaustive)

### Climat
Pour des articles plus généraux, voir Climat de la Bourgogne-Franche-Comté et Climat de Saône-et-Loire.
En 2010, le climat de la commune est de type climat océanique dégradé des plaines du Centre et du Nord, selon une étude du Centre national de la recherche scientifique s'appuyant sur une série de données couvrant la période 1971-2000. En 2020, Météo-France publie une typologie des climats de la France métropolitaine dans laquelle la commune est dans une zone de transition entre le climat océanique altéré et le climat océanique altéré et est dans la région climatique Bourgogne, vallée de la Saône, caractérisée par un bon ensoleillement (1 900 h/an), un été chaud (18,5 °C), un air sec au printemps et en été et des vents faibles.
Pour la période 1971-2000, la température annuelle moyenne est de 11,2 °C, avec une amplitude thermique annuelle de 18 °C. Le cumul annuel moyen de précipitations est de 826 mm, avec 11 jours de précipitations en janvier et 7,3 jours en juillet. Pour la période 1991-2020, la température moyenne annuelle observée sur la station météorologique de Météo-France la plus proche, « Chalon-Champforgueil », sur la commune de Champforgeuil à 7 km à vol d'oiseau, est de 11,4 °C et le cumul annuel moyen de précipitations est de 736,5 mm. 
La température maximale relevée sur cette station est de 39,7 °C, atteinte le 12 août 2003 ; la température minimale est de −17,6 °C, atteinte le 20 décembre 2009,,.
Les paramètres climatiques de la commune ont été estimés pour le milieu du siècle (2041-2070) selon différents scénarios d'émission de gaz à effet de serre à partir des nouvelles projections climatiques de référence DRIAS-2020. Ils sont consultables sur un site dédié publié par Météo-France en novembre 2022.

## Urbanisme

### Typologie
Au 1er janvier 2024, Sassenay est catégorisée bourg rural, selon la nouvelle grille communale de densité à sept niveaux définie par l'Insee en 2022.
Elle est située hors unité urbaine. Par ailleurs la commune fait partie de l'aire d'attraction de Chalon-sur-Saône, dont elle est une commune de la couronne,. Cette aire, qui regroupe 109 communes, est catégorisée dans les aires de 50 000 à moins de 200 000 habitants,.

### Occupation des sols
L'occupation des sols de la commune, telle qu'elle ressort de la base de données européenne d’occupation biophysique des sols Corine Land Cover (CLC), est marquée par l'importance des territoires agricoles (71,8 % en 2018), en diminution par rapport à 1990 (73,2 %). La répartition détaillée en 2018 est la suivante : terres arables (47,1 %), forêts (18,6 %), zones agricoles hétérogènes (17,1 %), prairies (7,6 %), zones urbanisées (6,8 %), eaux continentales (2,8 %). L'évolution de l’occupation des sols de la commune et de ses infrastructures peut être observée sur les différentes représentations cartographiques du territoire : la carte de Cassini (XVIIIe siècle), la carte d'état-major (1820-1866) et les cartes ou photos aériennes de l'IGN pour la période actuelle (1950 à aujourd'hui).

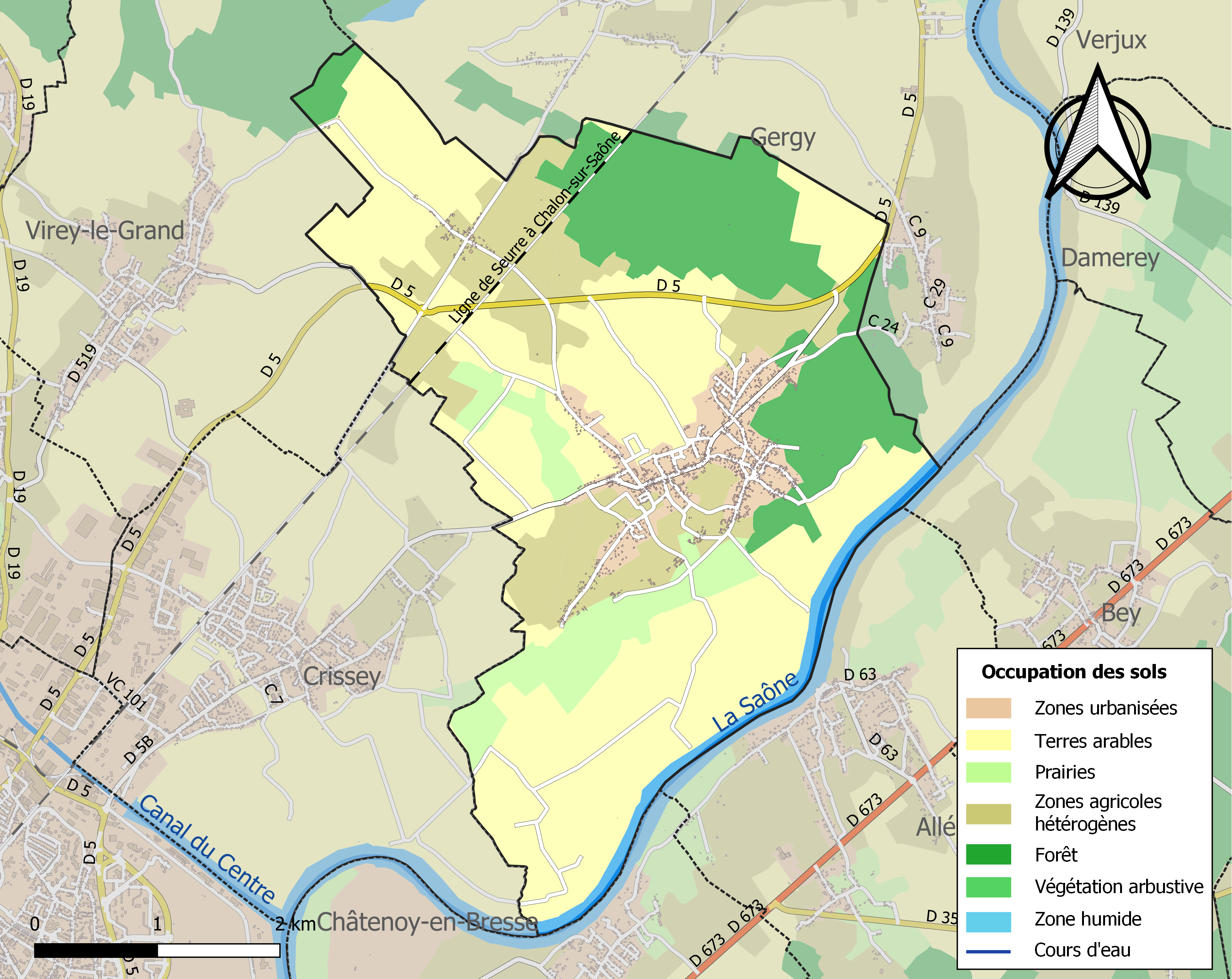
Carte des infrastructures et de l'occupation des sols de la commune en 2018 (CLC).

## Toponymie
Le nom de la commune pourrait être une déformation de saint Sénoch, moine du VIe siècle dont le village conserve les reliques : San Seno, puis Sassena et enfin, dans une forme moderne, Sassenay.

## Histoire
1873 : érection de l'autel de l'église, au-dessus du sarcophage (en grès de la vallée de la Dheune) de saint Senoch, abbé, et de sainte Celinie (au travers de trois médaillons ajourés, on aperçoit une dalle de calcaire jaune, dont la face latérale est layée en feuilles de fougère, qui semble remonter à l’époque mérovingienne).
Le 15 août 1943, un appareil de la Royal Air Force est abattu sur le territoire de la commune.

## Politique et administration

### Tendances politiques et résultats

#### Élections présidentielles
Le village de Sassenay place en tête à l'issue du premier tour de l'élection présidentielle française de 2017, Marine Le Pen (RN) avec 28,76 % des suffrages. Mais lors du second tour, Emmanuel Macron (LaREM) est en tête avec 58,61 %.

#### Élections législatives
Le village de Sassenay faisant partie de la quatrième circonscription de Saône-et-Loire, place lors du 1er tour des élections législatives françaises de 2017, Catherine Gabrelle (LREM) avec 32,47 % des suffrages. Mais lors du second tour, il s'agit de Cécile Untermaier (PS) qui arrive en tête avec 51,03 % des suffrages.
Lors du 1er tour des élections législatives françaises de 2022, Cécile Untermaier (PS), députée sortante, arrive en tête avec 29,90 % des suffrages comme lors du second tour, avec cette fois-ci, 55.29 % des suffrages.

#### Élections régionales
Le village de Sassenay place la liste « Notre Région Par Cœur » menée par Marie-Guite Dufay, présidente sortante (PS) en tête, dès le 1er tour des élections régionales de 2021 en Bourgogne-Franche-Comté, avec 31,28 % des suffrages. Lors du second tour, les habitants décideront de placer de nouveau la liste de « Notre Région Par Cœur » menée par Marie-Guite Dufay, présidente sortante (PS) en tête, avec cette fois-ci, près de 44,95 % des suffrages. Devant les autres listes menées par Gilles Platret (LR) en seconde position avec 29,25 %, Julien Odoul (RN), troisième avec 18,92 % et en dernière position celle de Denis Thuriot (LaREM) avec 6,88 %. Il est important de souligner une abstention record lors de ces élections qui n'ont pas épargné le village de Sassenay avec lors du premier tour 67,38 % d'abstention et au second, 61,59 %.

#### Élections départementales
Le village de Sassenay faisant partie du canton de Gergy place le binôme de Violaine Gillet (PS) et Didier Réty (PS), en tête, dès le 1er tour des élections départementales de 2021 en Saône-et-Loire avec 58.46 % des suffrages. Lors du second tour, les habitants décideront de placer de nouveau le binôme de Violaine Gillet (PS) et Didier Réty (PS), en tête, avec cette fois-ci, près de 76,77 % des suffrages. Devant l'autre binôme menée par Nathalie Damy (DVD) et Michel Duvernois (DVD) qui obtient 23,23 %. Cependant, il s'agit du binôme Nathalie Damy (DVD) et de Michel Duvernois (DVD) qui est élu, une fois les résultats centralisés. Il est important de souligner une abstention record lors de ces élections qui n'ont pas épargné le village de Sassenay avec lors du premier tour 67,22 % d'abstention et au second, 61,59 %.

### Liste des maires de Sassenay
| Période                                  | Période        | Identité              | Étiquette | Qualité |
| ---------------------------------------- | -------------- | --------------------- | --------- | ------- |
| mars 1977                                | juin 1995      | Guy Fracheboud        | PS        |         |
| juin 1995                                | mars 2001      | Jean-François Roybier |           |         |
| mars 2001                                | septembre 2009 | Daniel de Bauve       | PS        |         |
| septembre 2009                           | en cours       | Didier Rety           | DVG       |         |
| Les données manquantes sont à compléter. |                |                       |           |         |

### Canton et intercommunalité
La commune fait partie du Grand Chalon.

## Population et société

### Démographie

#### Évolution démographique
L'évolution du nombre d'habitants est connue à travers les recensements de la population effectués dans la commune depuis 1793. Pour les communes de moins de 10 000 habitants, une enquête de recensement portant sur toute la population est réalisée tous les cinq ans, les populations de référence des années intermédiaires étant quant à elles estimées par interpolation ou extrapolation. Pour la commune, le premier recensement exhaustif entrant dans le cadre du nouveau dispositif a été réalisé en 2004.

En 2022, la commune comptait 1 601 habitants, en évolution de +0,57 % par rapport à 2016 (Saône-et-Loire : −1,06 %, France hors Mayotte : +2,11 %).
| 1793 | 1800 | 1806 | 1821  | 1831  | 1836 | 1841  | 1846  | 1851  |
| ---- | ---- | ---- | ----- | ----- | ---- | ----- | ----- | ----- |
| 649  | 877  | 887  | 1 002 | 1 034 | 981  | 1 002 | 1 007 | 1 012 |

| 1856  | 1861  | 1866 | 1872 | 1876 | 1881 | 1886 | 1891 | 1896 |
| ----- | ----- | ---- | ---- | ---- | ---- | ---- | ---- | ---- |
| 1 054 | 1 033 | 973  | 931  | 863  | 907  | 892  | 906  | 874  |

| 1901 | 1906 | 1911 | 1921 | 1926 | 1931 | 1936 | 1946 | 1954 |
| ---- | ---- | ---- | ---- | ---- | ---- | ---- | ---- | ---- |
| 853  | 841  | 795  | 723  | 687  | 653  | 651  | 630  | 646  |

| 1962 | 1968 | 1975 | 1982  | 1990  | 1999  | 2004  | 2006  | 2009  |
| ---- | ---- | ---- | ----- | ----- | ----- | ----- | ----- | ----- |
| 670  | 663  | 870  | 1 051 | 1 263 | 1 402 | 1 453 | 1 476 | 1 532 |

| 2014  | 2019  | 2022  | - | - | - | - | - | - |
| ----- | ----- | ----- | - | - | - | - | - | - |
| 1 589 | 1 577 | 1 601 | - | - | - | - | - | - |

### Cultes
Sassenay relève de la paroisse Saint-Paul-Apôtre, qui regroupe cinq clochers et a son siège à Chalon-sur-Saône.

## Culture locale et patrimoine

### Lieux et monuments
Sont à voir à Sassenay :
- le château de Sassenay ;
- l'église sous le vocable de saint Sénoch, bâtie aux XIe-XIIe siècles sur l'ancienne chapelle du château de Sassenay, qui est de type basilical et se compose d'un massif-porche supportant le clocher, d'une nef articulée par cinq arcades en plein cintre reçues sur des pilastres toscans et d'une abside semi-circulaire (dont le cul-de-four est orné de caissons) ;
- le monument « avion » du sculpteur Alain Longet, érigé à l'entrée de la ville de Sassenay en la mémoire des huit aviateurs alliés abattu au dessus de la commune.

### Personnalités liées à la commune
- Saint Sénoch, saint du VIe siècle dont les reliques, parvenues à Sassenay au milieu du Moyen Âge, sont conservées dans l'église (à l'intérieur d'un reliquaire du XIXe siècle).
- Claude-Enoch Virey.

## Pour approfondir